# Diocesi di Beihai
La diocesi di Beihai (in latino: Dioecesis Pehaevensis) è una sede della Chiesa cattolica in Cina suffraganea dell'arcidiocesi di Guangzhou. Nel 1950 contava 15.105 battezzati su 3.200.000 abitanti. La sede è vacante.

## Territorio
La diocesi comprende la parte meridionale della provincia cinese di Guangdong.
Sede vescovile è la città di Zhanjiang, dove si trova la cattedrale di San Vittore.

## Storia
Il vicariato apostolico di Kuangtong Occidentale ed Hainan fu eretto il 1º agosto 1920 con il breve Si ulla unquam di papa Benedetto XV, ricavandone il territorio dal vicariato apostolico di Guangzhou (oggi arcidiocesi).
Il 3 dicembre 1924 assunse il nome di vicariato apostolico di Pakhoi in forza del decreto Vicarii et Praefecti della Congregazione di Propaganda Fide.
Il 15 aprile 1929 cedette una porzione del suo territorio a vantaggio dell'erezione della missione sui iuris di Hainan (oggi prefettura apostolica).
L'11 aprile 1946 il vicariato apostolico è stato elevato a diocesi con la bolla Quotidie Nos di papa Pio XII.
Secondo fonti giornalistiche e agenzie di stampa, la diocesi è oggi comunemente nota con il nome di diocesi di Zhanjiang.

## Cronotassi dei vescovi
Si omettono i periodi di sede vacante non superiori ai 2 anni o non storicamente accertati.
- Auguste Gauthier, M.E.P. † (1º giugno 1921 - 12 maggio 1927 deceduto)
- Gustave-Joseph Deswazières, M.E.P. † (15 febbraio 1928 - novembre 1928 dimesso)
- Jean-Baptiste-Michel-Marie-Louis Pénicaud, M.E.P. † (16 dicembre 1929 - febbraio 1940 dimesso)
- Gustave-Joseph Deswazières, M.E.P. † (27 novembre 1940 - 22 febbraio 1959 deceduto)
  - Sede vacante
  - Joseph Chen Chu † (19 marzo 1995 consacrato - 19 marzo 2003 deceduto)
  - Paul Su Yong-da, dal 9 novembre 2004

## Statistiche
La diocesi nel 1950 su una popolazione di 3.200.000 persone contava 15.105 battezzati, corrispondenti allo 0,5% del totale.
| anno | popolazione | popolazione | popolazione | presbiteri | presbiteri | presbiteri | presbiteri                | diaconi | religiosi | religiosi | parrocchie |
| anno | battezzati  | totale      | %           | numero     | secolari   | regolari   | battezzati per presbitero | diaconi | uomini    | donne     | parrocchie |
| ---- | ----------- | ----------- | ----------- | ---------- | ---------- | ---------- | ------------------------- | ------- | --------- | --------- | ---------- |
| 1950 | 15.105      | 3.200.000   | 0,5         | 27         | 27         |            | 559                       |         |           | 72        | 18         |